# 邹尔康
邹尔康（？—），男，浙江宁波人，中华人民共和国政治人物，曾任深圳市人民政府副市长，海南省人民政府副省长，海南省政协副主席。